# Wohib Masresha
Wohib Masresha (* 19. April 1946 in Debre Berhan) ist ein ehemaliger äthiopischer Langstreckenläufer.
Bei den Olympischen Spielen 1968 wurde er Sechster über 5000 m und Achter über 10.000 m.
1972 schied er bei den Olympischen Spielen in München über 10.000 m im Vorlauf aus.

## Persönliche Bestzeiten
- 5000 m: 13:54,4 min, 8. Juli 1969, Köln
- 10.000 m: 28:28,02 min, 31. August 1972, München